# Коперский, Филип
Филип Коперский (пол. Filip Koperski; род. 24 февраля 2004, Гданьск, Польша) — польский футболист, полузащитник клуба «Лехия» (Гданьск).

## Карьера

### «Лехия»
Воспитанник гданьской «Лехии». В январе 2021 года стал игроком основной команды. Дебютировал в Экстракласе 5 февраля 2022 года в матче со «Шлёнском», выйдя на замену. Отличился забитым мячом в матче с «Лехом», отыграв все 90 минут. 